# Staccato (Kirsche)
Die Kirschsorte 13S2009, welche unter dem Markennamen Staccato vertrieben wird, ist eine sogenannte Clubsorte und wird in Deutschland derzeit nur auf einer kleinen Anbaufläche in Sachsen-Anhalt angebaut. Sie ist die derzeit am spätesten reifende Kirschsorte im Erwerbsanbau. Sie reift von der 9. bis 10. Kirschwoche folgernd.

## Herkunft
Die Sorte wurde 1982 in der kanadischen Forschungsstation Agriculture and AgriFood Canada, Pacific AgriFood Research Centre Summerland British Columbia aus der Sorte Sweetheart gezüchtet.

### Frucht
Die Steinfrucht ist groß bis sehr groß, platzfest und rund. Dadurch ist sie gut maschinell zu bearbeiten. Die Haut ist in der Vollreife kräftig karminrot gefärbt und sehr fest.